# Екологічне світлове забруднення

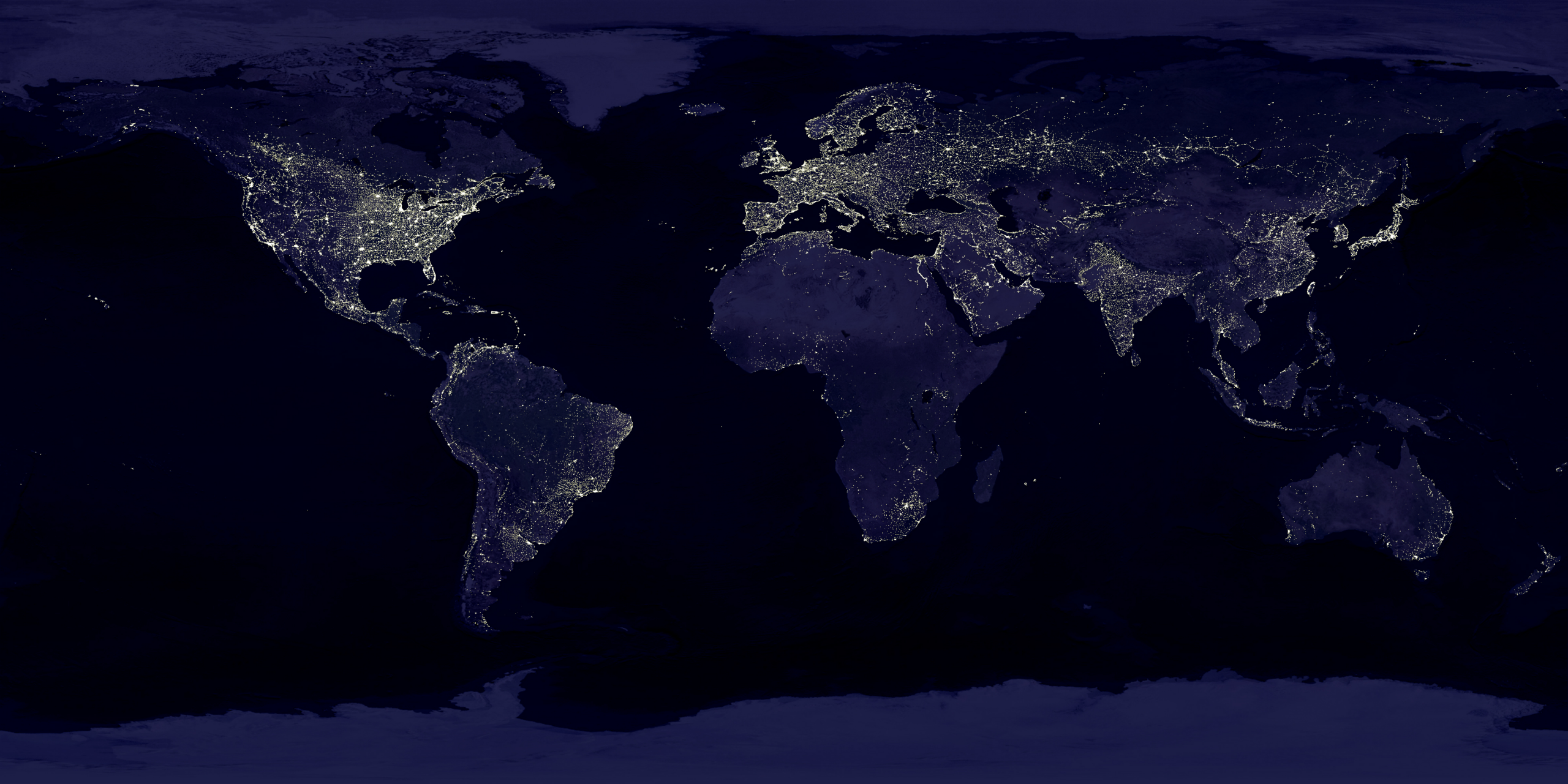
Композитний супутниковий знімок Землі вночі. На поверхні Землі залишилося небагато природних темних ділянок.

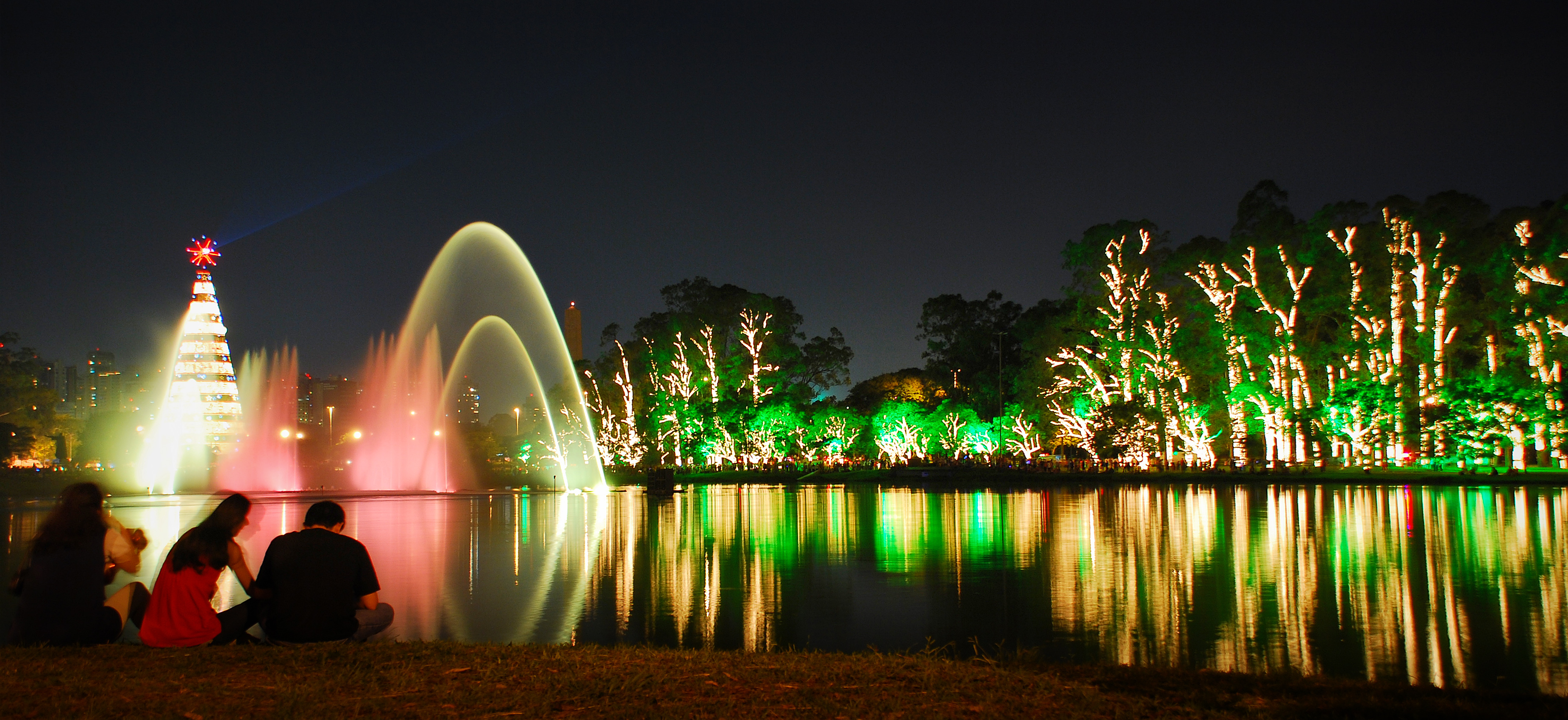
Міський парк (парк Ібірапуера, Бразилія) вночі

Екологічне світлове забруднення — вплив штучного освітлення на окремі організми та на структуру екосистем у цілому.
Вплив штучного освітлення на організми дуже різноманітний і коливається від корисного (наприклад, збільшення здатності видів хижаків спостерігати за здобиччю) до негайного фатального (наприклад, міль, яку приваблюють ліхтарі розжарювання та гинуть від тепла). Також можливо, що світло вночі буде як корисним, так і шкідливим для виду. Наприклад, люди отримують користь від використання внутрішнього штучного освітлення, щоб подовжити час, доступний для роботи та розваг, але світло порушує людський циркадний ритм, і викликаний цим стрес завдає шкоди здоров'ю.
Через різні впливи, які світлове забруднення має на окремі види, це впливає на екологію регіонів. У випадку, коли два види займають однакову нішу, частота популяції кожного виду може бути змінена шляхом введення штучного освітлення, якщо на них не однаково впливає світло вночі. Наприклад, деякі види павуків уникають освітлених місць, а інші види охоче будують павутину прямо на ліхтарних стовпах. Оскільки ліхтарні стовпи приваблюють багато літаючих комах, павуки, які терплять світло, отримують перевагу над павуками, які його уникають, і в результаті можуть стати більш домінуючими в навколишньому середовищі. Зміни в частотах цих видів можуть мати додатковий ефект, оскільки це впливає на взаємодію між цими видами та іншими в екосистемі та змінює харчові мережі. Ці хвильові ефекти можуть зрештою вплинути на денні рослини та тварин. Наприклад, зміни в активності нічних активних комах можуть змінити рівень виживання нічних квітучих рослин, які можуть забезпечити їжу або притулок для денних тварин.

Запровадження штучного освітлення вночі є однією з найбільш різких антропогенних змін на Землі, яку можна порівняти з токсичним забрудненням, зміною землекористування та зміною клімату через збільшення концентрації парникових газів.

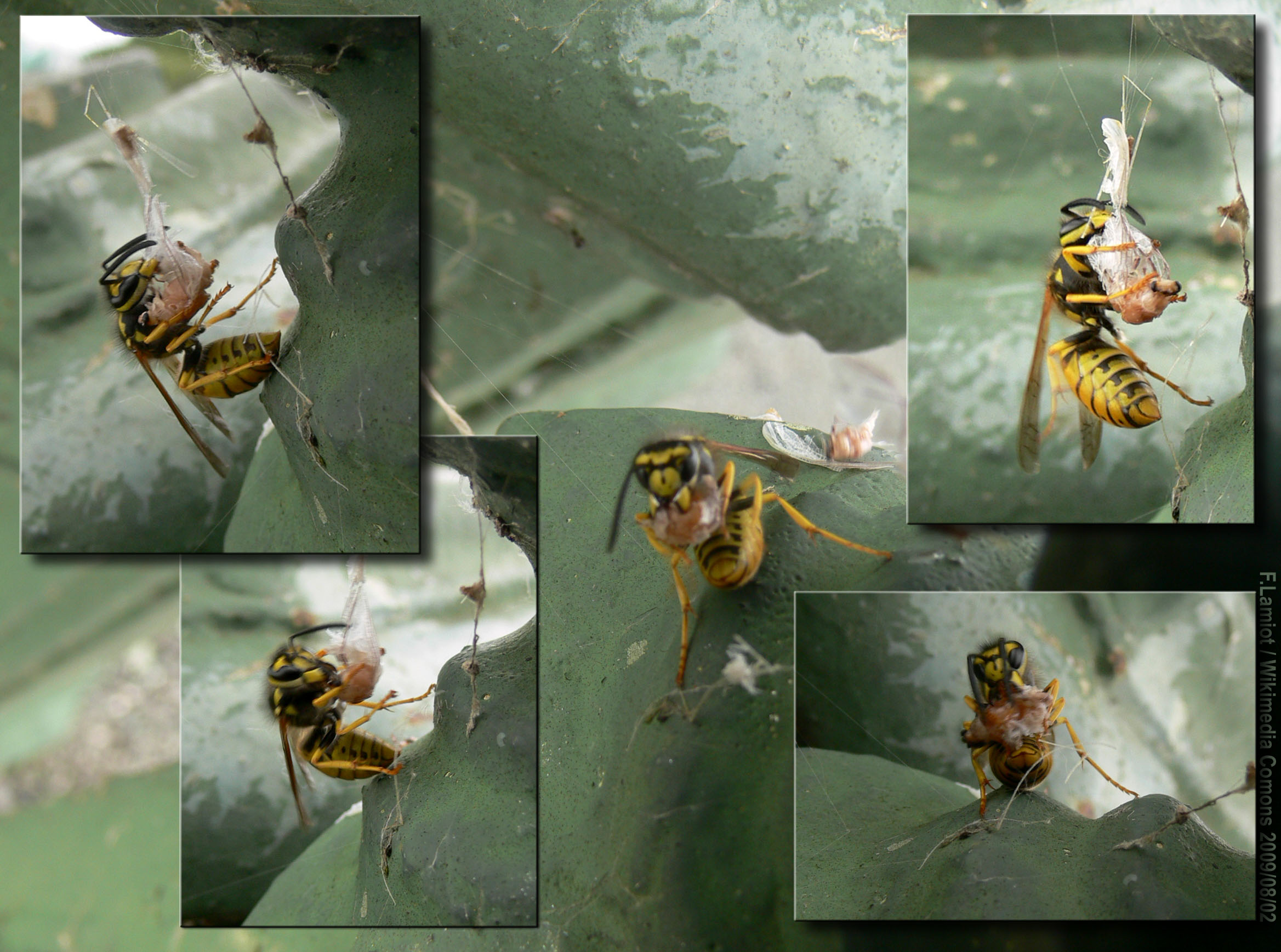
Світлове забруднення може навіть вплинути на тварин і рослини, активні протягом дня, як демонструють ці денні оси, які крадуть нічних комах, спійманих у павутині біля вуличних ліхтарів.

## Цикли природного світла
Введення штучного освітлення порушує кілька циклів природного освітлення, які виникають через рух Землі, Місяця та Сонця, а також через метеорологічні фактори.

### Добовий (сонячний) цикл
Найочевиднішою зміною у введенні світла вночі є кінець темряви взагалі. Цикл день/ніч є, ймовірно, найпотужнішим поведінковим сигналом навколишнього середовища, оскільки майже всіх тварин можна класифікувати як нічних або денних. Якщо нічна тварина активна лише в темряві, вона не зможе вижити в освітлених місцях. Найгостріше впливає безпосередньо біля вуличних ліхтарів і освітлених будівель, але розсіяне світло небесного сяйва може поширюватися на сотні кілометрів від центру міста.

### Сезонні (сонячні) цикли
Нахил осі Землі призводить до появи сезонів за межами тропіків. Зміна тривалості дня, або фотоперіоду, є ключовим сигналом для сезонної поведінки (наприклад, шлюбного періоду) у нетропічних тварин і рослин. Присутність світла вночі може призвести до «пори року поза часом», змінюючи поведінку, терморегуляцію та гормональне функціонування уражених організмів. Це може призвести до розриву між функціонуванням організму та сезонністю, спричиняючи порушення розмноження, спокою та міграції.

### Місячні цикли
Поведінка деяких тварин (наприклад, койотів, кажанів, жаб, комах) залежить від місячного циклу. Поблизу міських центрів рівень сяйва неба часто перевищує рівень повного місяця, тому присутність світла вночі може змінити цю поведінку, потенційно знижуючи придатність.

### Хмарне покриття
У незайманих районах хмари закривають зірки та затемнюють нічне небо, що призводить до найтемніших ночей. У міських і приміських районах, навпаки, хмари підсилюють ефект свічення неба, особливо для більшої довжини хвилі. Це означає, що типовий рівень освітлення набагато вищий поблизу міст, але це також означає, що в цих районах ніколи не буває справді темних ночей.

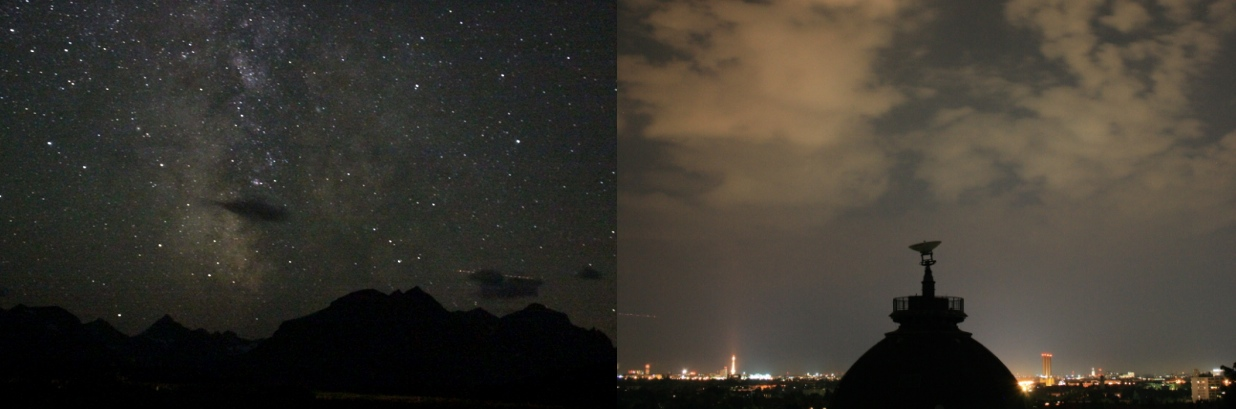
Вплив хмар на рівень освітленості в міських і приміських екосистемах повністю протилежний тому, що відбувається в незайманих районах.

## Вплив світлового забруднення на окремі організми

### Земне середовище

#### Комахи
Приваблення комах до штучного освітлення є одним із найвідоміших прикладів впливу нічного світла на організми. Коли комахи приваблюють лампи, вони можуть загинути від виснаження або контакту з самою лампою, а також вони вразливі для хижаків, таких як кажани.
На комах різна довжина хвилі світла впливає по-різному, і багато видів можуть бачити ультрафіолетове та інфрачервоне світло, невидиме для людини. Через різне сприйняття молі більше приваблюють джерела білого та блакитного світла широкого спектру, ніж жовте світло, що випромінюється натрієвими лампами низького тиску.

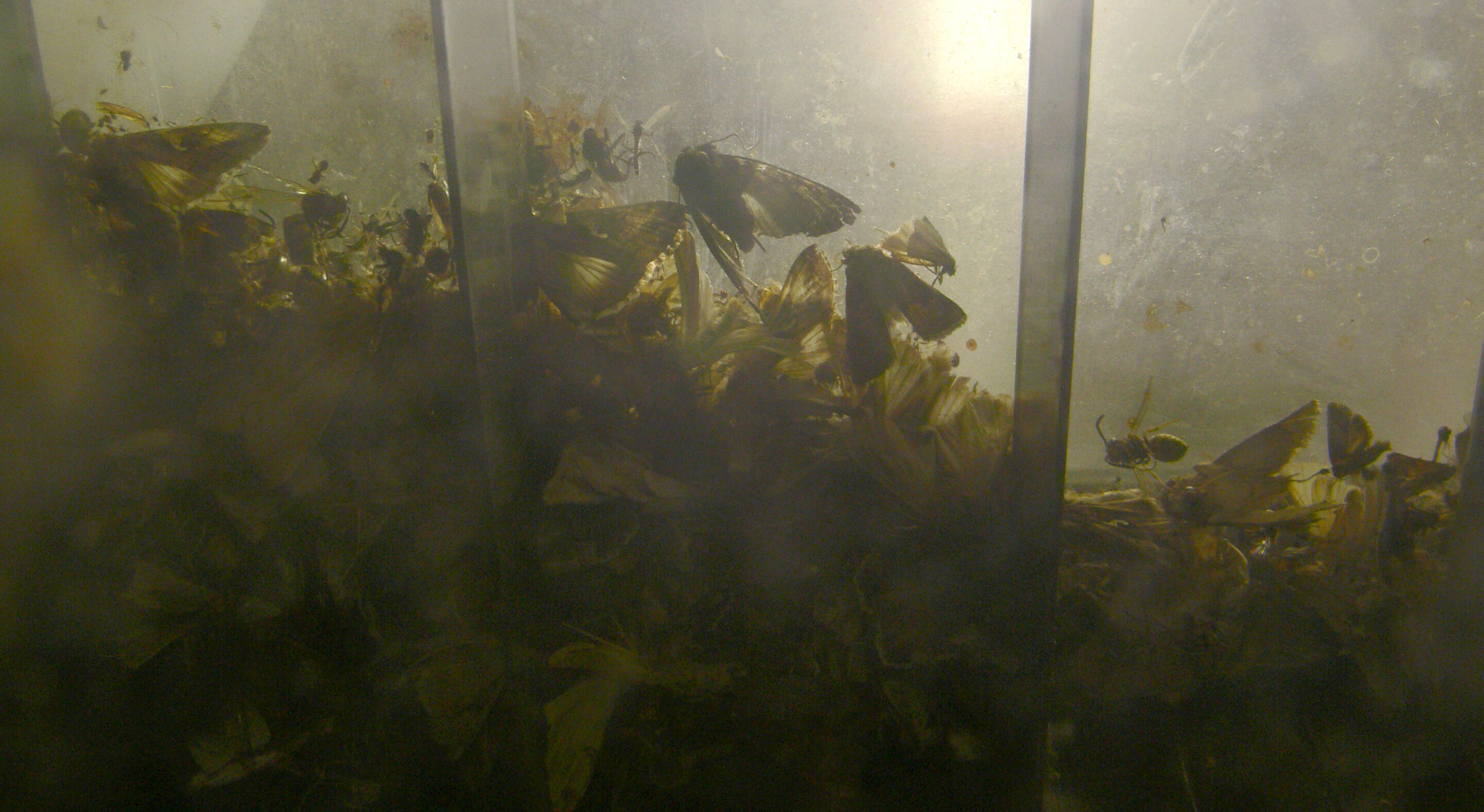
Комахи гинуть від тяжіння до прихованого світлового ящика.

Складне око молі призводить до фатального потягу до світла.
Горизонтально поляризоване світло бабки сприймають як ознаку води. З цієї причини джерела води неможливо відрізнити від асфальтових доріг із забрудненням поляризованим світлом. Бабки, які шукають воду для пиття або для відкладання яєць, часто сідають на дороги чи інші темні плоскі світловідбиваючі поверхні, такі як автомобілі, і залишаються там, поки не загинуть від зневоднення та гіпертермії.
Світлове забруднення може перешкоджати шлюбним ритуалам світлячків, коли вони залежать від власного світла для залицяння, що призводить до зменшення популяції.
Світлячки є харизматичними (що є рідкістю серед комах), і їх легко помітити нефахівцям, тому вони є хорошими флагманськими видами, щоб привернути увагу громадськості; хороші моделі дослідження впливу світла на нічну дику природу; і, нарешті, завдяки своїй чутливості та швидкій реакції на зміни навколишнього середовища, хороші біоіндикатори для штучного нічного освітлення.

#### Птахи
Світло на високих спорудах може дезорієнтувати мігруючих птахів, що призведе до загибелі. За оцінками, щорічно в Північній Америці відбувається 365—988 мільйонів смертельних зіткнень птахів з будівлями, що робить споруди, створені людиною, значною причиною зменшення кількості птахів. Площа поверхні скла, що випромінює штучне світло вночі, є основним фактором смертельних зіткнень птахів із будівлями, і вимикання світла вночі може мінімізувати ці смертельні випадки. Програма інформування про фатальне світло співпрацює з власниками будинків у Торонто, Канаді та інших містах, щоб зменшити смертність птахів, вимикаючи світло під час періодів міграції.

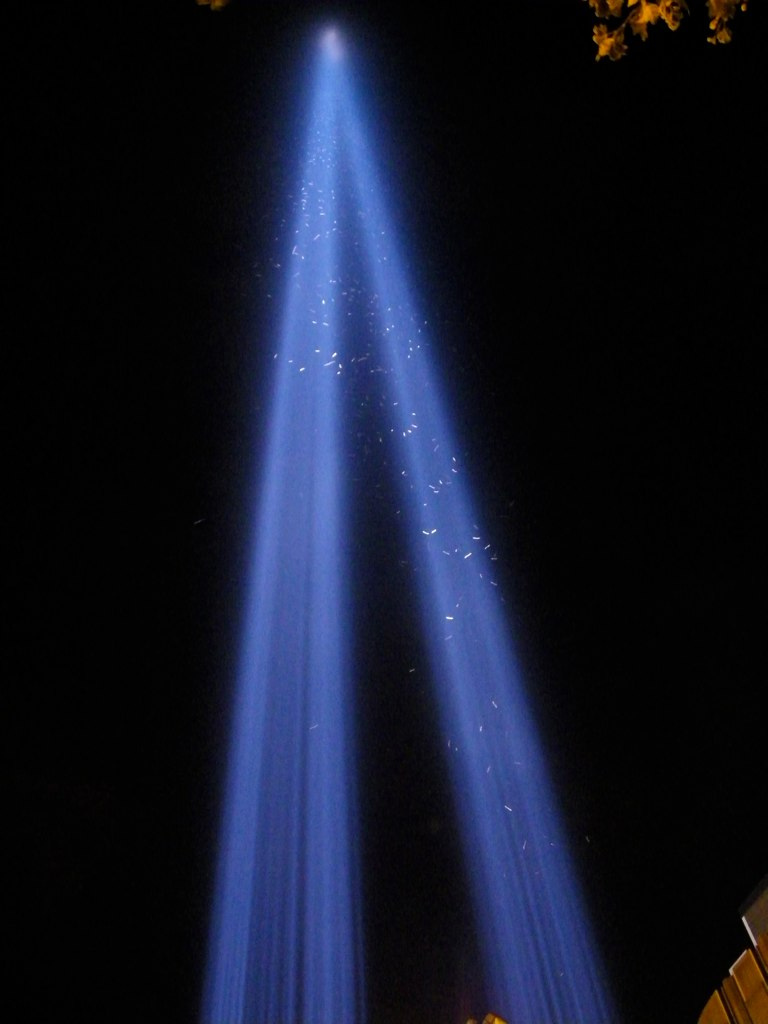
Перелітні птахи збиті з пантелику прожекторами меморіалу Всесвітнього торгового центру.

Подібна дезорієнтація також була відзначена для видів птахів, які мігрують поблизу морських видобувних і бурових об'єктів. Дослідження, проведені Nederlandse Aardolie Maatschappij bv (NAM) і Shell привели до розробки та випробування нових технологій освітлення в Північному морі. На початку 2007 року ліхтарі були встановлені на виробничу платформу Shell L15. Експеримент виявився дуже успішним, оскільки кількість птахів, що кружляли навколо платформи, зменшилася на — %. Молоді морські птахи також можуть бути дезорієнтовані світлом, коли вони залишають свої гнізда та відлітають у море.

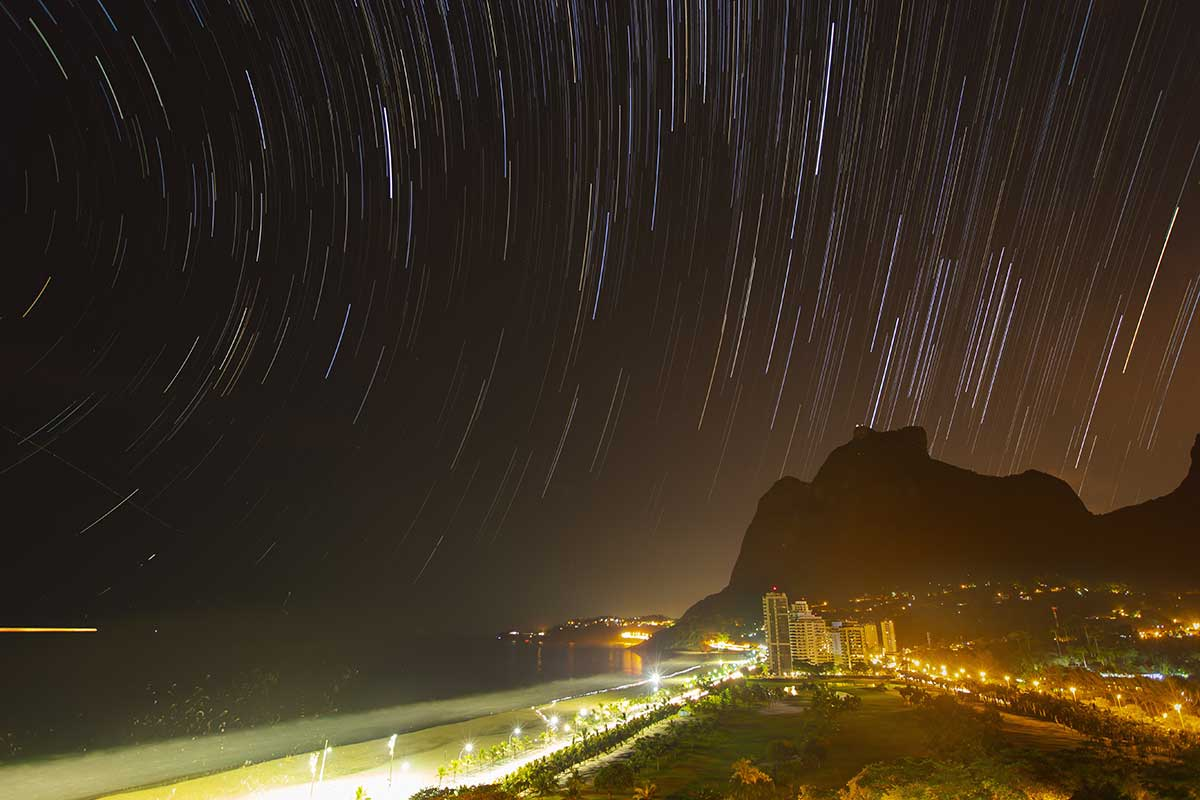
Зіркові стежки Бразилії та птахи на фотографіях світлового забруднення на пляжі Ріо вночі

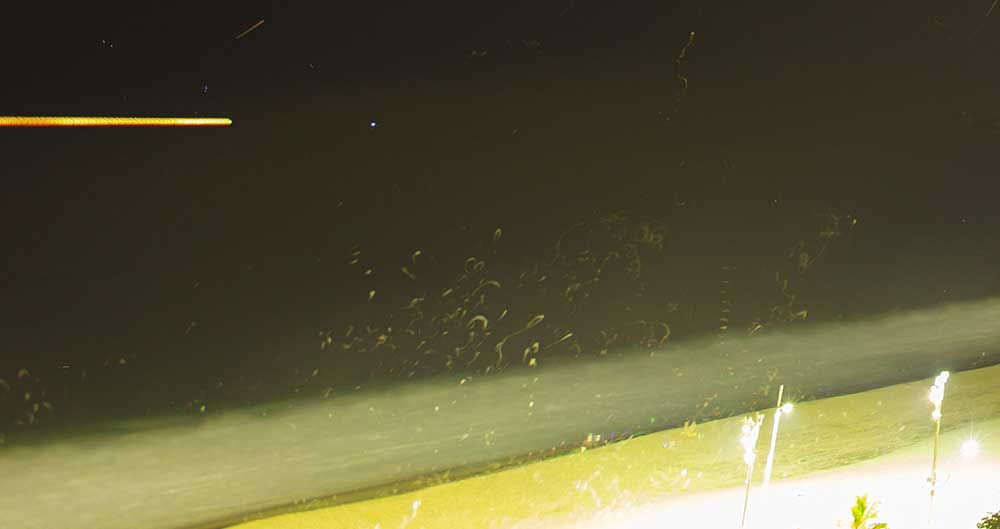
jСлід польоту птахів і зоряний слід біля пляжу Ріо-де-Жанейро вночі в умовах світлового забруднення

Птахи мігрують вночі з кількох причин. Рятуйте воду від зневоднення під час польоту в спекотний день, і частина пташиної навігаційної системи певним чином працює з зірками. Оскільки міське світло затьмарює нічне небо, птахи (а також ссавці) більше не орієнтуються по зірках.
Облакоміри (прожектори) можуть бути особливо смертельними пастками для птахів, оскільки вони потрапляють у промінь і ризикують виснажитися та зіткнутися з іншими птахами. Під час найгіршого зареєстрованого обломомірного вбивства 7–8 жовтня 1954 року на базі ВПС Ворнер Робінс було вбито 50 000 птахів 53 різних видів.

#### Черепахи
Світло від прибережних забудов відштовхує гніздування маток морських черепах, а їхніх дитинчат фатально приваблюють вуличні вогні та освітлення готелів, а не океан.

#### Рослини
Штучне освітлення має багато негативних впливів на дерева та рослини, особливо під час осінньої та осінньої фенології. Дерева та трав'янисті рослини покладаються на фотоперіод або проміжок часу в день, коли сонячне світло доступне для фотосинтезу, щоб допомогти визначити зміну сезонів. Коли кількість годин сонячного світла скорочується, рослини можуть зрозуміти, що настала осінь, і почати готуватися до зимового спокою. Наприклад, листяні дерева змінюють колір свого листя, щоб максимізувати різні довжини хвилі світла, які є більш поширеними восени, перш ніж, зрештою, скинуть їх, оскільки світла стає занадто мало, щоб фотосинтез був корисним. Коли листяні дерева піддаються впливу світлового забруднення, вони помилково приймають штучне світло за сонячне світло і зберігають своє зелене листя до осіннього сезону. Це може бути небезпечно для дерева, оскільки воно витрачає енергію на фотосинтез, яку потрібно зберегти для виживання взимку. Світлове забруднення також може призвести до того, що продихи листя залишаються відкритими вночі, що робить дерево вразливим до інфекцій і хвороб.
Крім того, світлове забруднення навесні також може бути небезпечним для дерев і трав'янистих рослин. Штучне освітлення змушує рослини думати, що настала весна і час знову почати виробляти листя для фотосинтезу. Однак температура ще може бути недостатньою для підтримки нових листкових бруньок, і вони чутливі до заморозків, які можуть погіршити майбутнє листя. Маленькі трав'янисті рослини, які піддаються штучному освітленню, потенційно стикаються з більшим ризиком, оскільки більша частина їхнього тіла освітлюється. Таким чином, захищена лише коренева система, і її потенційно може бути недостатньо для підтримки всієї рослини, оскільки вона намагається залишатися зеленою протягом осені та зими.

### Водне середовище

#### Зоопланктон
Зоопланктон (напр. Daphnia) демонструє вертикальну міграцію. Тобто він активно змінює своє вертикальне положення всередині озер протягом доби. В озерах, де є риба, основним рушієм їх міграції є рівень освітленості, оскільки дрібні риби візуально полюють на них. Введення світла через сяйво неба зменшує висоту, на яку вони можуть піднятися вночі. Оскільки зоопланктон живиться фітопланктоном, який утворює водорості, зменшення їх хижацтва на фітопланктон може збільшити ймовірність цвітіння водоростей, яке може вбити рослини в озерах і знизити якість води.

#### Риба
Світлове забруднення впливає на міграцію деяких видів риб. Наприклад, молодняк чавича приваблює і сповільнює штучне світло. Цілком можливо, що штучне світло притягує їх ближче до берегової лінії, де вони стикаються з більшим ризиком хижацтва з боку птахів і ссавців. Штучне освітлення також приваблює більшу щільність рибоїдних риб, які мають перевагу через повільніший рух молоді. Світлове забруднення також впливає на гормональне функціонування деяких риб; Європейський окунь і плотва відчувають зниження вироблення репродуктивних гормонів під впливом штучного освітлення в сільській місцевості. Було також показано, що штучне освітлення спричиняє перебої в рибі (і зоопланктону) у високій Арктиці, де рибальські човни з вогнями призводили до браку риби на глибині до 200 метрів під поверхнею води.

### Люди
На межі століть було виявлено, що в очах людини є фотосенсор, що не створює зображення, який є основним регулятором циркадного ритму людини. На цей фотосенсор особливо впливає синє світло, і коли він спостерігає світло, шишкоподібна залоза припиняє секрецію мелатоніну. Наявність світла вночі в помешканнях людей (або для змінних працівників) ускладнює заснути та знижує загальний рівень мелатоніну в крові, а для зниження рівня мелатоніну достатньо впливу лампи розжарювання з низьким рівнем світла протягом 39 хвилин. до 50 %. Оскільки мелатонін є потужним антиоксидантом, існує гіпотеза, що це зниження може призвести до збільшення ризику раку грудей і простати.
Інші наслідки для здоров'я людини можуть включати підвищену частоту головного болю, втому працівників, визначений медичним контролем стрес, зниження сексуальної функції та підвищення тривоги. Подібним чином досліджували тваринні моделі, які продемонстрували, що світло неминуче справляє негативний вплив на настрій і тривогу.

## Ефекти різних довжин хвиль
Вплив штучного світла на організми залежить від довжини хвилі. Хоча люди не можуть бачити ультрафіолетове світло, ентомологи часто використовують його для залучення комах. Взагалі кажучи, синє світло з більшою ймовірністю завдає шкоди ссавцям, оскільки фоторецептори, що не мають зображення, в очах ссавців найбільш чутливі до синього кольору. Це означає, що якщо традиційні паророзрядні вуличні ліхтарі замінити білими світлодіодами (які зазвичай випромінюють більше випромінювання в синій частині спектру), екологічний вплив може бути більшим, навіть якщо загальна кількість випромінюваного світла зменшиться.

## Поляризоване світлове забруднення

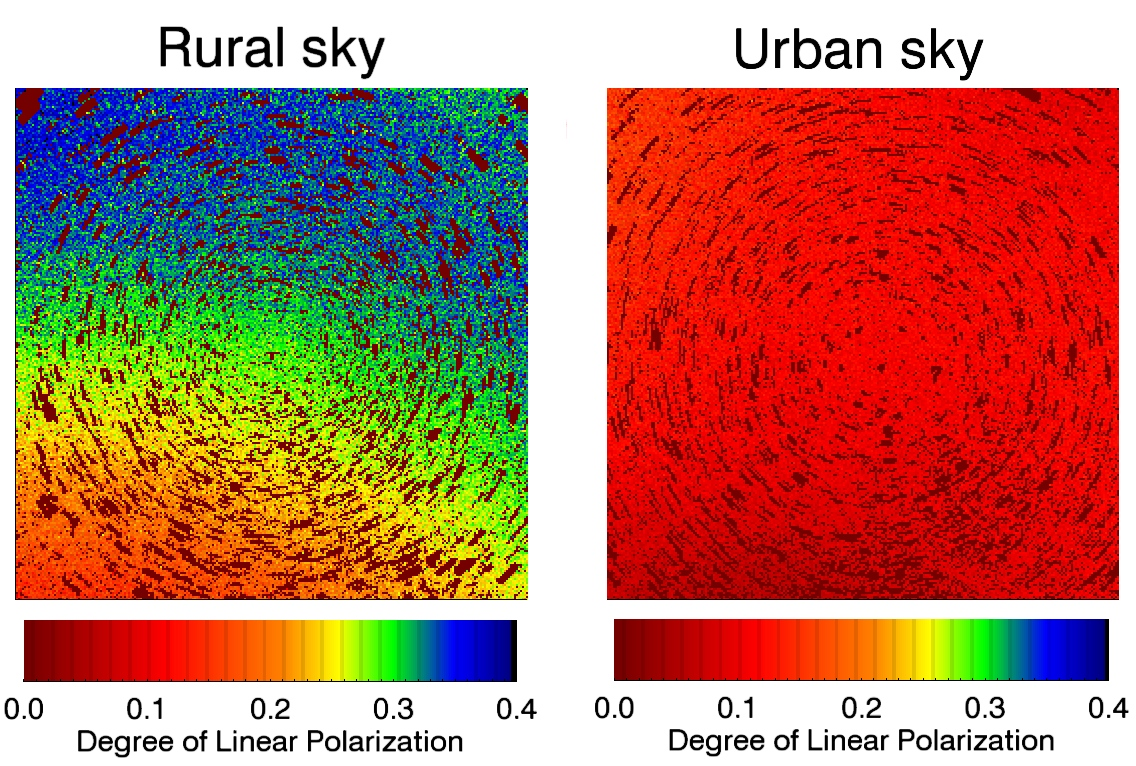
Світлове забруднення переважно неполяризоване, і його додавання до місячного світла призводить до зниження сигналу поляризації.

Штучні площинні поверхні, такі як скляні вікна або асфальт, відбивають сильно поляризоване світло. Багатьох комах приваблюють поляризовані поверхні, оскільки поляризація зазвичай є індикатором води. Цей ефект називається поляризованим світловим забрудненням, і хоча це, безперечно, форма екологічного фотозабруднення, «екологічне світлове забруднення» зазвичай належить до впливу штучного світла на організми.
Вночі поляризація місячного неба дуже сильно знижується за наявності міського світлового забруднення, оскільки розсіяне міське світло не є сильно поляризованим. Оскільки вважається, що поляризоване місячне світло використовується багатьма тваринами для навігації, цей екран є ще одним негативним впливом світлового забруднення на екологію.

## Запобігання та контроль
Для регулювання та вирішення проблеми світлового забруднення необхідно створити зрілу систему управління. За дослідженнями Чжоу, встановлення таких правил, як зелене освітлення, посилення пропаганди та освіти з боку губернаторів може допомогти зупинити або зменшити несприятливий вплив світлового забруднення.